# Хоєчно-Цесаже
Хоєчно-Цесаже (пол. Chojeczno-Cesarze) — село в Польщі, у гміні Ґрембкув Венґровського повіту Мазовецького воєводства.
Населення — 63 особи (2011).
У 1975-1998 роках село належало до Седлецького воєводства.

## Демографія
Демографічна структура станом на 31 березня 2011 року:
|          | Загалом | Допрацездатний вік | Працездатний вік | Постпрацездатний вік |
| -------- | ------- | ------------------ | ---------------- | -------------------- |
| Чоловіки | 34      | 3                  | 24               | 7                    |
| Жінки    | 29      | 2                  | 15               | 12                   |
| Разом    | 63      | 5                  | 39               | 19                   |